# 할렘 스튜디오 미술관

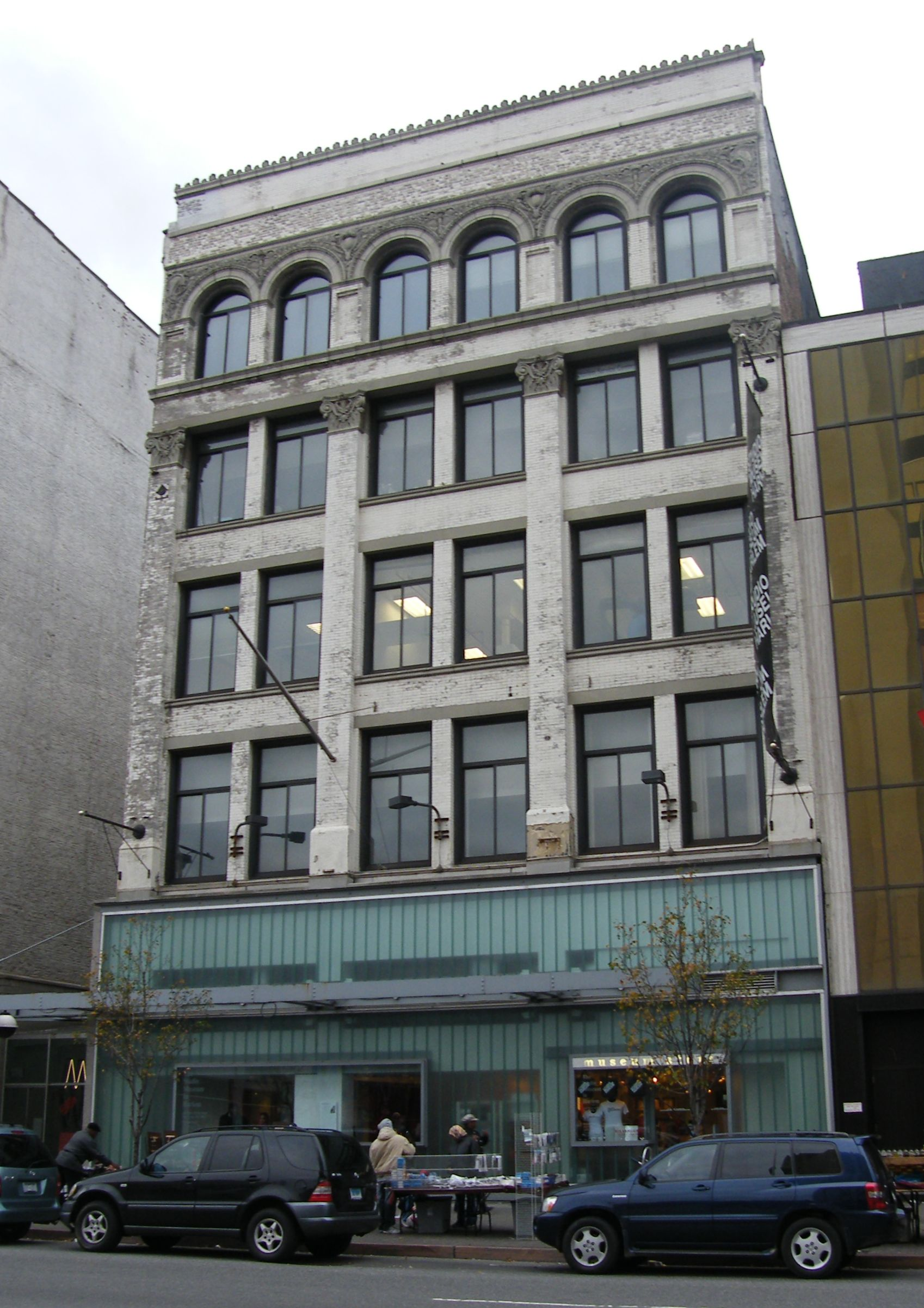
할렘 스튜디오 미술관

할렘 스튜디오 미술관(Studio Museum in Harlem)은 뉴욕 할렘에 위치한 미술관이다. 아프리카계 미국인 아티스트들의 전시회가 열리고 있다. 1968년 개관하였다.